# Claude Tillier
Claude Tillier (11. dubna 1801 Clamecy, Nièvre – 12. října 1844 Nevers) byl francouzský spisovatel, satirik a publicista, autor humoristicko–filozofického románu Můj strýc Benjamin.

## Život a dílo
Narodil se v rodině zámečníka v malém městě Clamecy v departementu Nièvre a s touto oblastí je spojen téměř celý jeho život. Studoval na střední škole v Bourges a po maturitě v roce 1820 krátce pracoval jako učitel. V roce 1822 byl odveden do armády, kde strávil šest let. V roce 1823 se zúčastnil intervence ve Španělsku k potlačení revolučního hnutí.

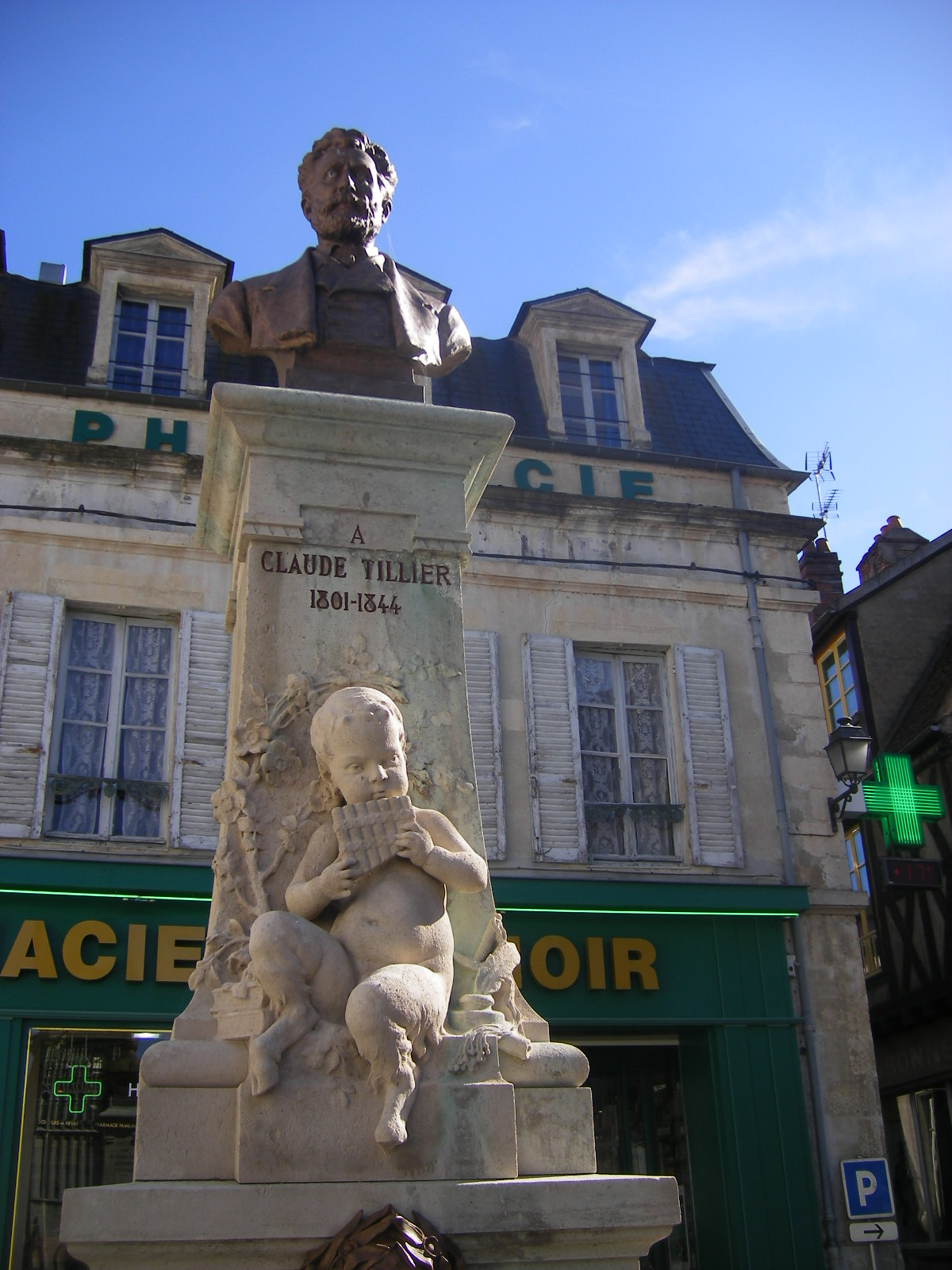
památník Clauda Tilliera v Clamecy

Po návratu do Clamecy se roku 1828 oženil a byl jmenován ředitelem veřejné školy. Vyučovací metody mu však nevyhovovaly, a proto si otevřel školu soukromou. V roce 1831 založil noviny L'Indépendant, v nichž publikoval své názory. Ze strany úřadů byl neustále šikanován, v roce 1835 byl několik týdnů ve vězení a nakonec byly jeho noviny zakázány. V červnu 1841 z Clamecy odešel a usadil se v Nevers, kde byl redaktorem liberálních demokratických novin L'Association. Vycházely dvakrát týdně v nákladu 400 až 500 výtisků a Tillier v nich publikoval články o aktuálních otázkách ve společnosti, útočil na významné osobnosti města a departementu. Vydával brožury, pamflety a letáky, v nichž nekompromisně kritizoval současnou vládní politiku, morálku, volební reformu, bankroty, církev. V roce 1843 bylo 24 pamfletů vydáno knižně. Některé byly zaměřeny na otázky sociální spravedlnosti a přinášely návrhy, jak zlepšit postavení pracujících (například v pamfletu o vorařích). 
Kromě své publicistické činnosti napsal dva romány, které vycházely na pokračování v novinách: Můj strýc Benjamin a Belle-Plante et Cornelius. Na základě velkého čtenářského ohlasu byl román Můj strýc Benjamin vydán knižně v Paříži roku 1843 a byl přetiskován v dalších dvou provinčních listech. Druhý román nemohl být vydáván až do konce kvůli zákazu novin L'Association (rok 1843) a vyšel až v roce 1846, po autorově smrti.
Claude Tillier zemřel dne 12. října 1844 na tuberkulózu, kterou trpěl již od doby své vojenské služby. Je pohřben v Nevers.

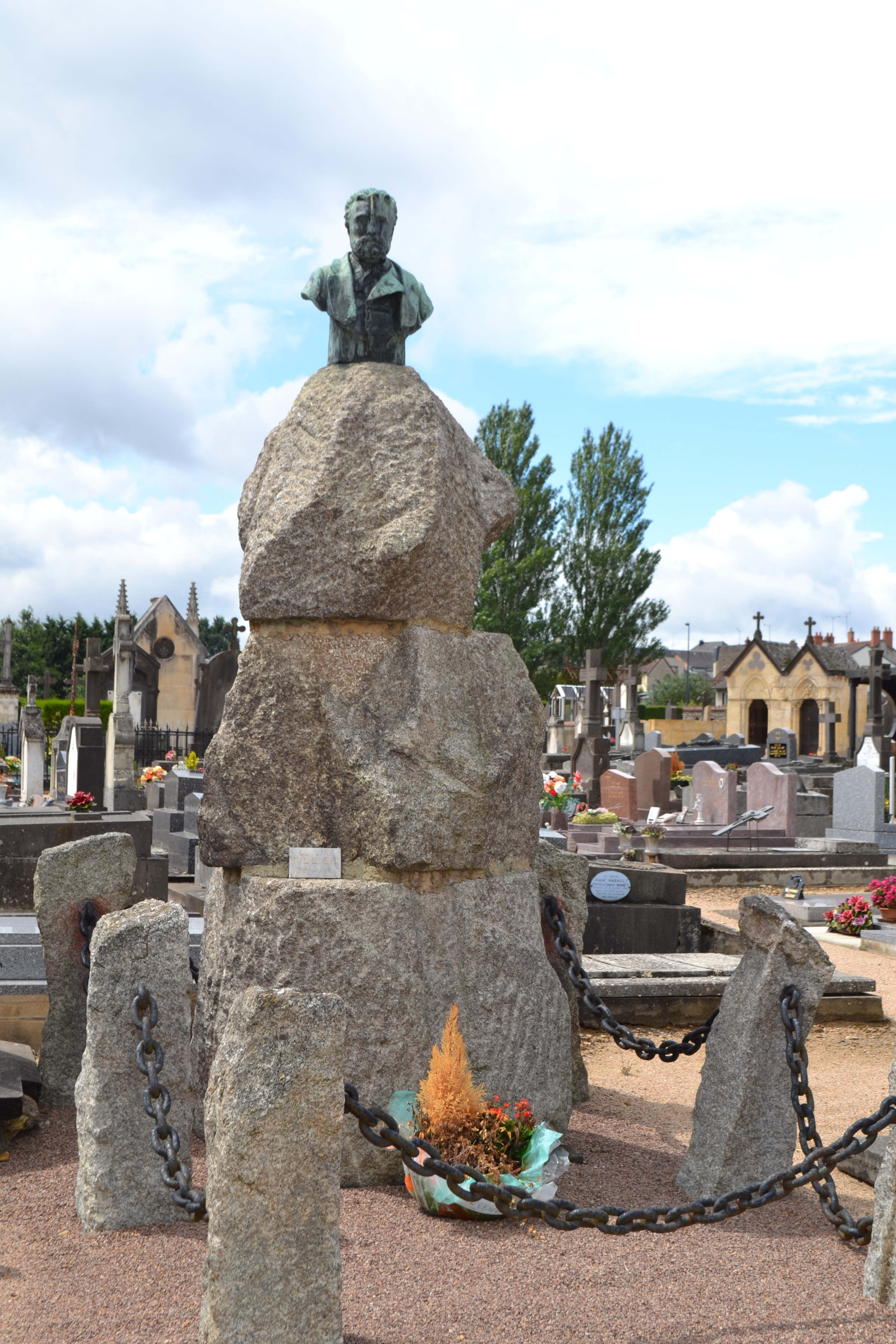
hrob Clauda Tilliera v Nevers

Román Můj strýc Benjamin si získal značnou oblibu v zahraničí, kde se dočkal mnoha vydání a překladů. Ve Francii byl dlouhou dobu dostupný jen v omezené míře a teprve ve 20. století se mu dostalo zasloužené pozornosti. V roce 1969 byl podle něj natočen stejnojmenný film, v němž hlavní roli venkovského lékaře vytvořil Jacques Brel.  Román inspiroval také gruzínského režiséra Georgije Daněliju, který na jeho motivy natočil v roce 1969 film Nebuď smutný!.  V roce 1973 vznikl televizní film v německo-maďarské koprodukci.
Vydání v češtině (výběr)
- Můj strýc Benjamin, Karel St. Sokol, edice Volné chvíle, 1908

- Můj strýc Benjamin, Přítel knihy, edice Nová knihovna světové literatury, 1927
- Můj strýc Benjamin, Lidová knihovna, 1940.
- Můj strýc Benjamin, Svoboda, edice Světová četba, 1952
- Můj strýc Benjamin, Melantrichova lidová knižnice, 1970